# Enigmosaurus
Genre
Espèce
Enigmosaurus signifiant « lézard énigme » est un genre de dinosaure théropode herbivore bipède, de la famille des Therizinosauridae, vivant au Crétacé, il y a 95 millions d'années dans ce qui est maintenant la Mongolie. Il faisait 7 mètres de long, une hauteur de 3 m et un poids d'une tonne.
L'espèce type, Enigmosaurus mongoliensis, a été nommée en 1983, par Rinchen Barsbold et Altangerel Perle, d'après la forme étrange de son bassin. Il était beaucoup plus grand que le dinosaure apparenté Erlikosaurus.